# 이다이라촌
이다이라촌(伊平村)은 시즈오카현의 서부 이나사군에 속해있던 촌이다. 현재의 하마마쓰시 하마나구 북부에 해당한다.

## 역사
- 1889년 4월 1일 - 정촌제 시행에 의해 이나사군 이다이라촌이 성립하였다.
- 1955년 4월 1일 - 이나사정, 오쿠야마촌, 시즈타마촌과 합병해, 새로운 이나사정이 성립하여, 동일 이다이라촌은 폐지되었다.
- 2005년 7월 1일 - 이나사정이 하마마쓰시에 편입되었다.
- 2007년 4월 1일 - 하마마쓰시가 정령지정도시로 승격해, 구촌 지역은 기타구에 소속되었다.
- 2024년 1월 1일 - 하마마쓰시의 행정구역 개편에 따라 구촌 지역이 하마나구로 편입되었다.

## 참고문헌
- 가도카와 일본 지명 대사전 22 静岡県